# مخزن کولخانی
مخزن کولخانی (به لاتین: Kulekhani Reservoir) یک سد و نیروگاه برقابی در نپال است که در بخش ماکوانپور واقع شده‌است.